# Nick DeBoer
Nick DeBoer, né le 22 juin 1998 à Hillsboro (Oregon) (États-Unis) est un directeur de la photographie, monteur et réalisateur américain.

## Filmographie
Sauf indication contraire, les informations mentionnées dans cette section peuvent être confirmées par la base de données cinématographiques IMDb,  présente dans la section « Liens externes ».

### Réalisateur
- 2020 : Trail of Justice (également directeur de la photographie et monteur)

### Directeur de la photographie
- 2017 : Return to Zion Ranch de John Plocher et Ephraim Strain (également acteur et monteur)

### Effets spéciaux et équipe vidéo
- 2017 : Vermijo de Paul Vernon et Adam Michael Gold
- 2023 : Saving for the Day de John D. Nilles